# Tristan Honsinger

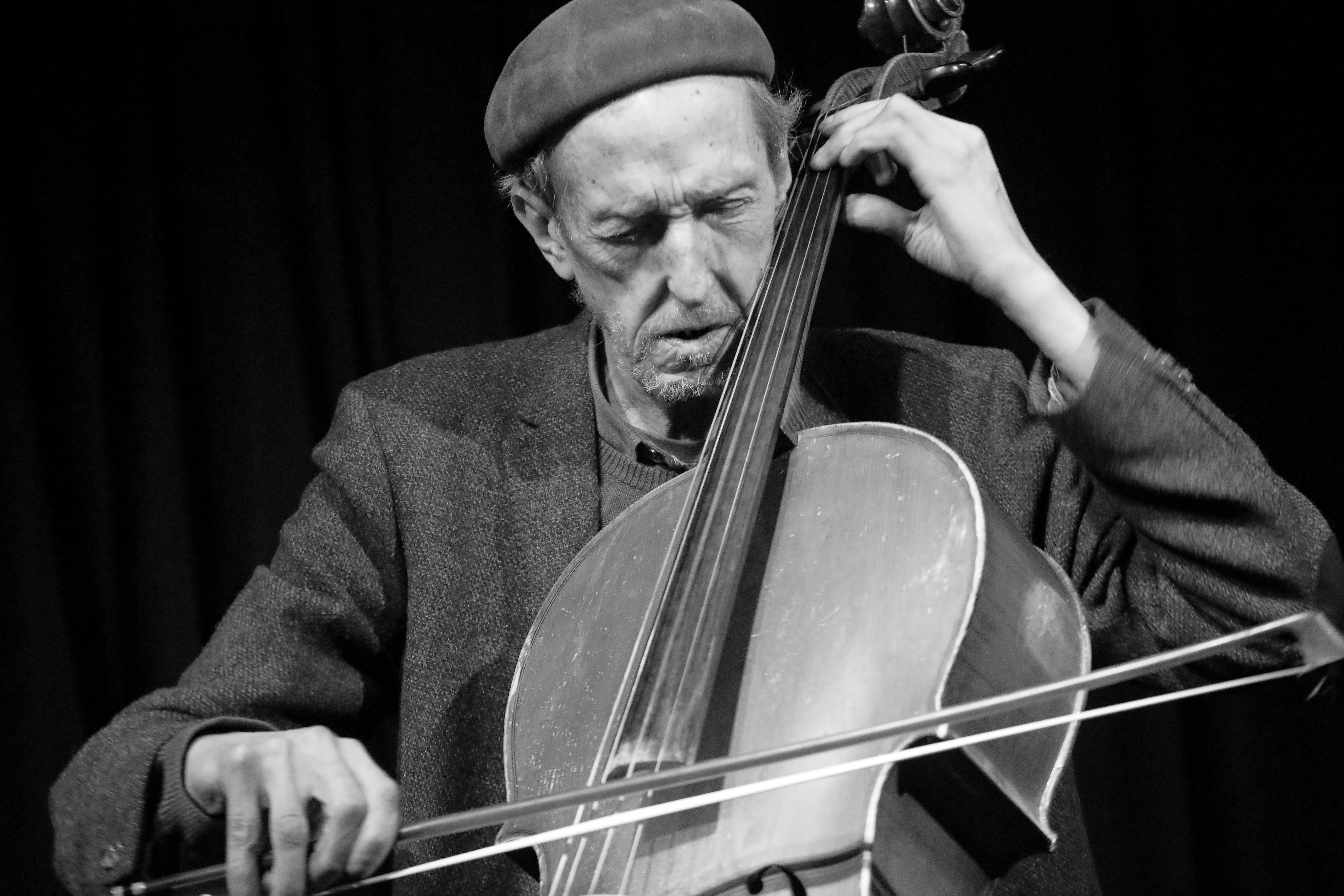
Tristan Honsinger im club W71, April 2020

Tristan Honsinger (* 23. Oktober 1949 in Burlington, Vermont; † 5. August 2023 in Triest) war ein US-amerikanischer Free-Jazz-Cellist.

## Wirken

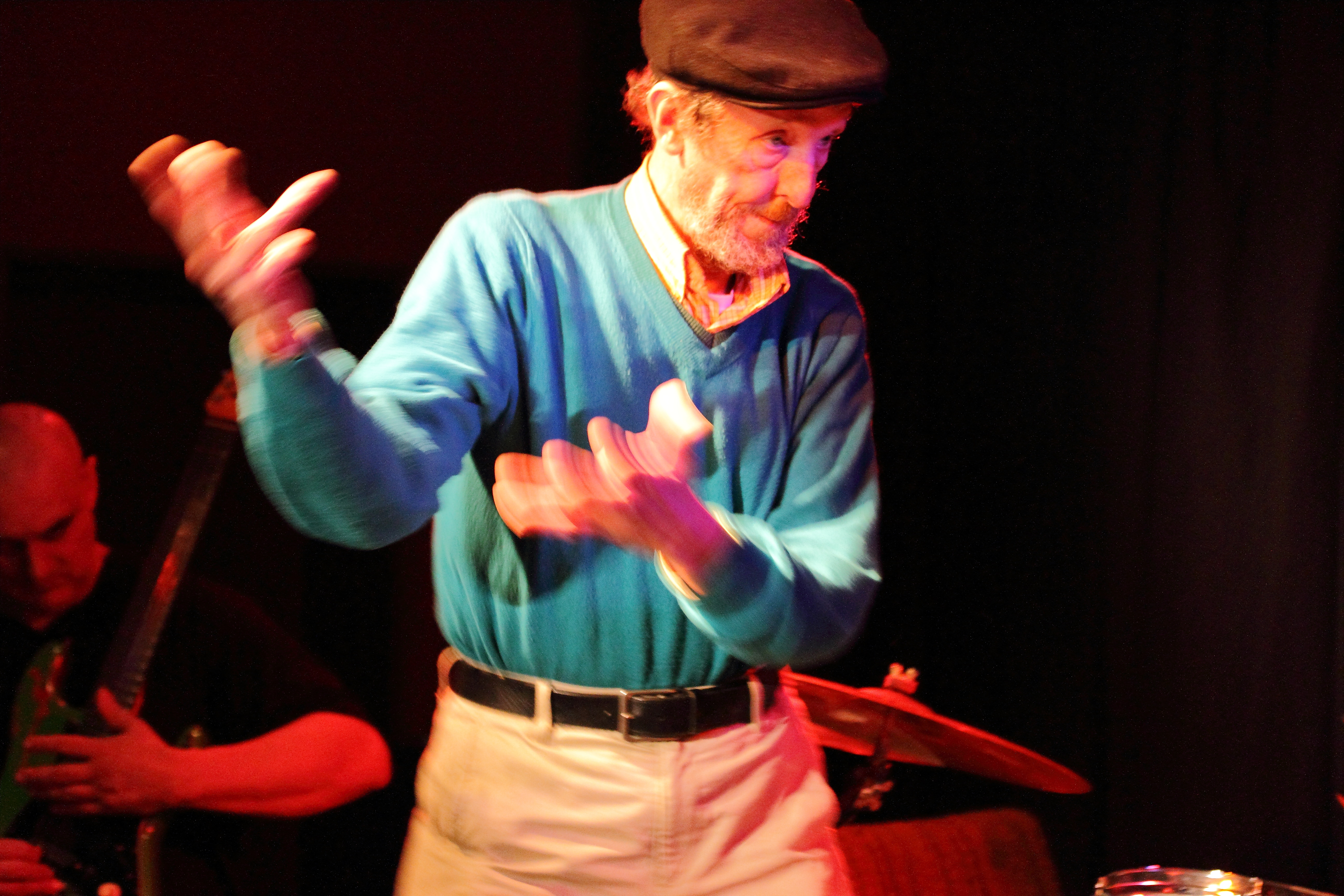
Tristan Honsinger bei einem seiner vom Dadaismus inspirierten Sprachspiele

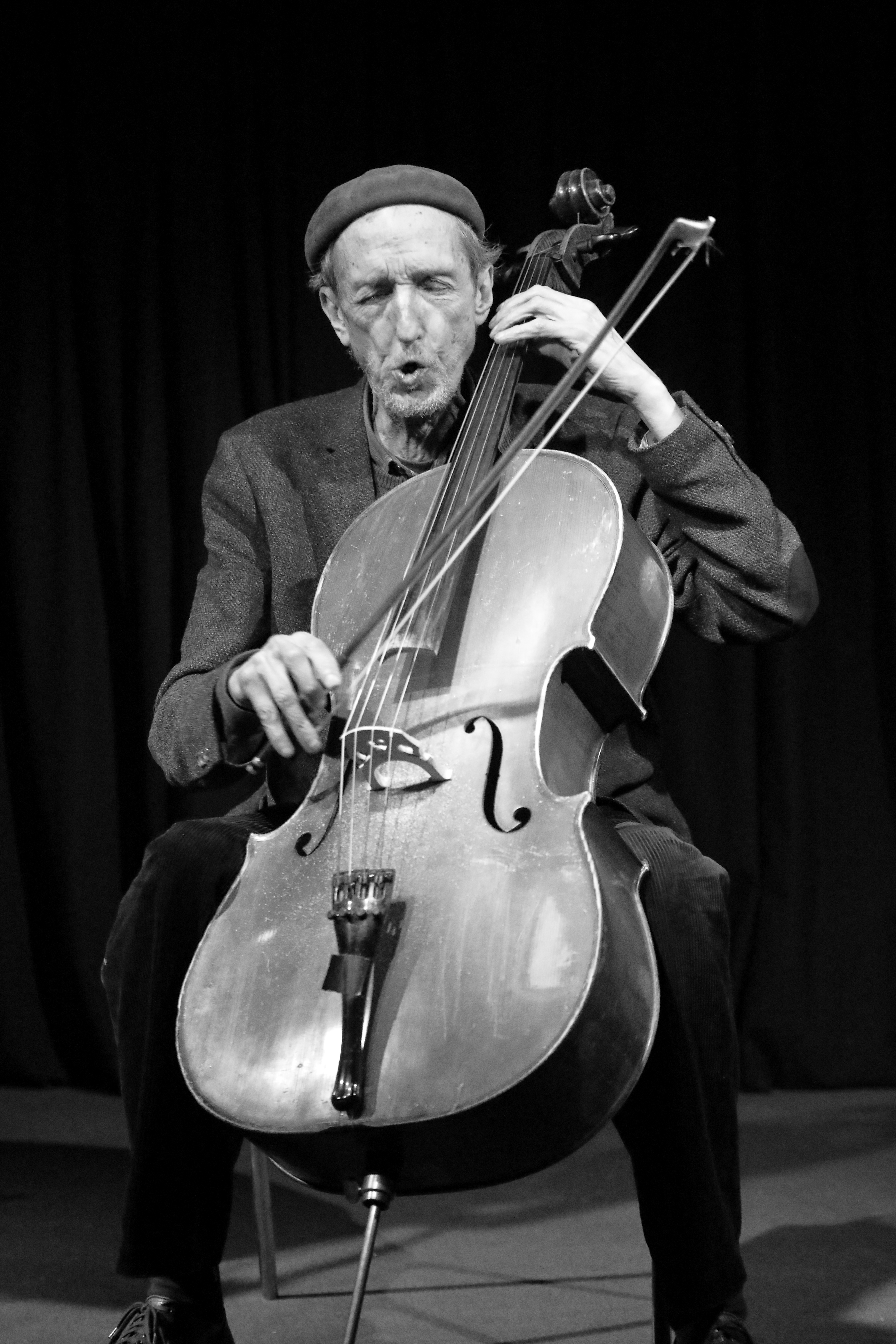
Tristan Honsinger im club W71, April 2020

Honsinger studierte am Peabody Conservatory in Baltimore und ging 1969 nach Montreal. 1974 übersiedelte er nach Amsterdam, wo er seither an dem ICP Orchestra von Schlagzeuger Han Bennink und Pianist Misha Mengelberg beteiligt war. Er arbeitete auch mit Derek Bailey, Steve Lacy, Alexander von Schlippenbach, Borbetomagus, Lol Coxhill, Louis Moholo und dem Sänger Mola Sylla. Er war neben Harri Sjöström und Paul Lovens in den 1990er Jahren Mitglied des Cecil Taylor Ensemble.
Seit 1978 lebte er einige Jahre in Florenz, wo er mit Giancarlo Schiaffini (Gruppo Di Improvvisazione Nuova Consonanza) und Gianluigi Trovesi zusammenarbeitete.
Zu seiner Band This, That and the Other, gehörten u. a. Tiziana Simona, Sean Bergin, Toshinori Kondō, Jean-Jacques Avenel und Michael Vatcher. Anfang der 1990er Jahre experimentierte er mit einem durch Schlagzeug verstärkten Streichquartett und arbeitete mit der niederländischen Band The Ex. In den 2000er Jahren trat er mit Tobias Delius auf.
Mit Axel Dörner, Olaf Rupp und Oliver Steidle bildete er das Quartett HDRS. Mit dem schwedischen Bassisten Joel Grip bildete er das Duo Chaise et Chaiselonge.
Neben dem Duo Tobias Delius/Christian Lillinger wurde Honsinger 2023 mit dem hochdotierten Instant Award in Improvised Music ausgezeichnet.
Honsinger starb Anfang August 2023 im Alter von 73 Jahren.

## Diskographie (Auswahl)
- Tristan Honsinger & Maarten van Regteren Altena: Live Performances, 1976
- Tristan Honsinger & Günter Christmann: Earmeals, 1978
- Steve Beresford / Tristan HonsingerDouble Indemnity, 1979
- Tristan Honsinger / Steve Beresford / Toshinori Kondo / David Toop: Imitation of life, 1981
- Tristan Honsinger, Toshinori Kondo: This, That and the Other, 1987
- Tristan Honsinger & Mola Sylla: Travelogues, 1995
- Map of Moods [live], 1996 (mit Ernst Glerum, Aleksander Kolkowski, Stephano Lunardi, Louis Moholo)
- Ig Henneman Tentet Indigo, 1998 (mit Ab Baars, Han Buhrs, Theo Jörgensmann, Wilbert de Joode u. a.)
- A Camel’s Kiss, Soloalbum, 1999
- Tristan Honsinger & Olaf Rupp: Stretto, 2011
- Tristan Honsinger / Nicolas Caloia / Joshua Zubot: In the Sea, 2017
- Small Talk, 2022 (mit Edoardo Marraffa, Enrico Sartori, Antonio Borghini, Cristina Vetrone, Luigi Mosso, Cristiano De Fabritiis, Vincenzo Vasi)